# Mission archéologique franco-américaine de Doura-Europos

La Mission archéologique franco-américaine de Doura-Europos est un projet conjoint de l'Académie des inscriptions et belles-lettres et de l'Université Yale pour mener les fouilles de Doura Europos, un site archéologique majeur sur l'Euphrate en Syrie orientale. La mission conduisit dix campagnes de fouilles entre 1928 et 1936, au cours desquelles elle mit au jour des monuments uniques par leur importance et leur état de préservation, tels que la synagogue ou la domus ecclesiae.

## Histoire
Après la découverte fortuite de l'intérêt du site en 1920 par un détachement de soldats britanniques, Franz Cumont avait fouillé deux saisons avec l'aide des soldats de la Légion étrangère. La situation politique instable en Syrie avait néanmoins empêché les travaux de reprendre. Après la fin de la révolte druze de 1925-1926, permission fut accordée à une mission conjointe de l'Académie des inscriptions et belles-lettres et de l'Université Yale de poursuivre la fouille.